# Kettenfontäne

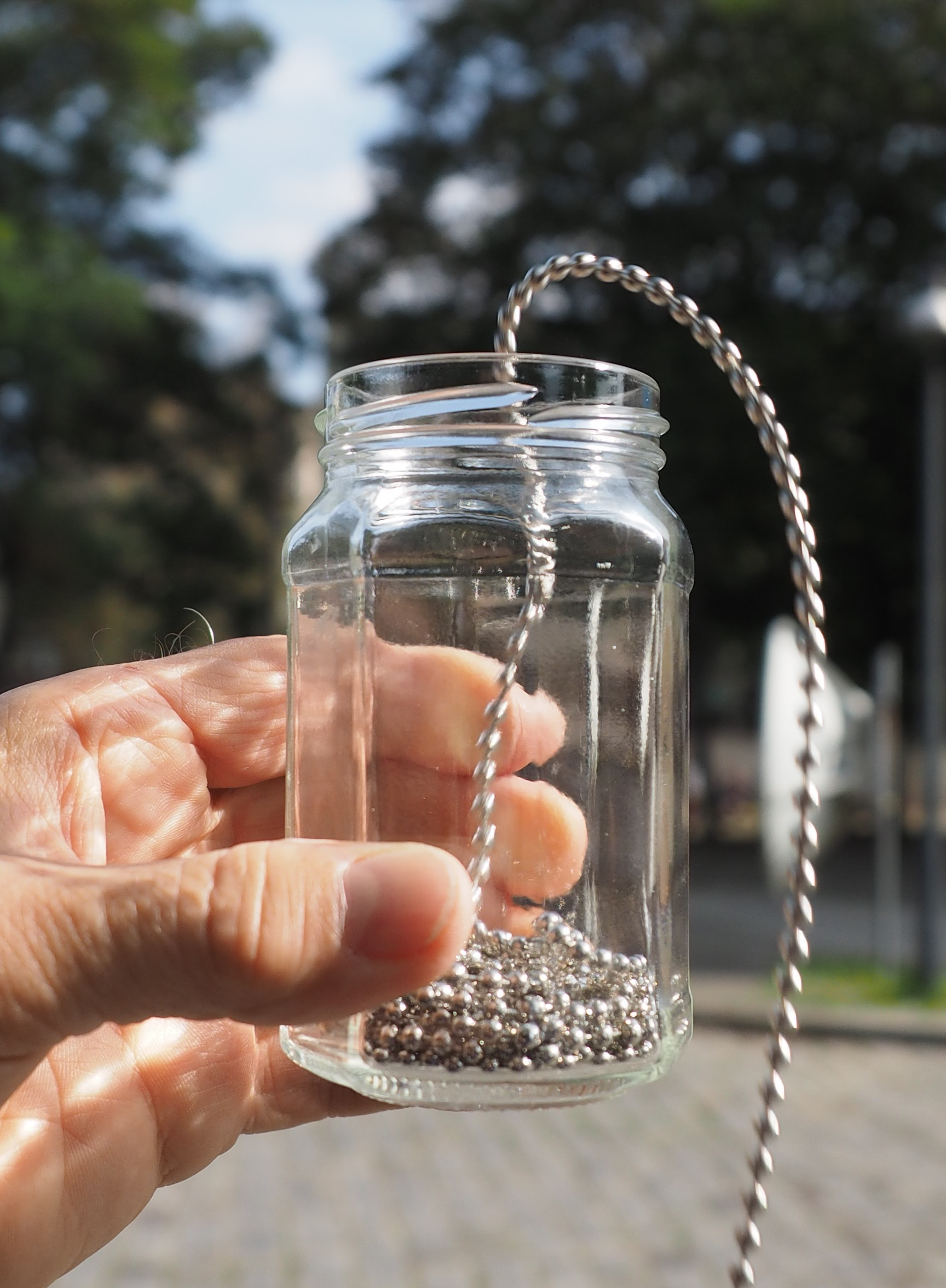
Fontäne der im folgenden Bild gezeigten Kugelkette. Das Glas hat etwa 1,60 m Abstand zum Boden. Die Kette hebt sich knapp 10 cm über den Haufen am Boden des Glases.

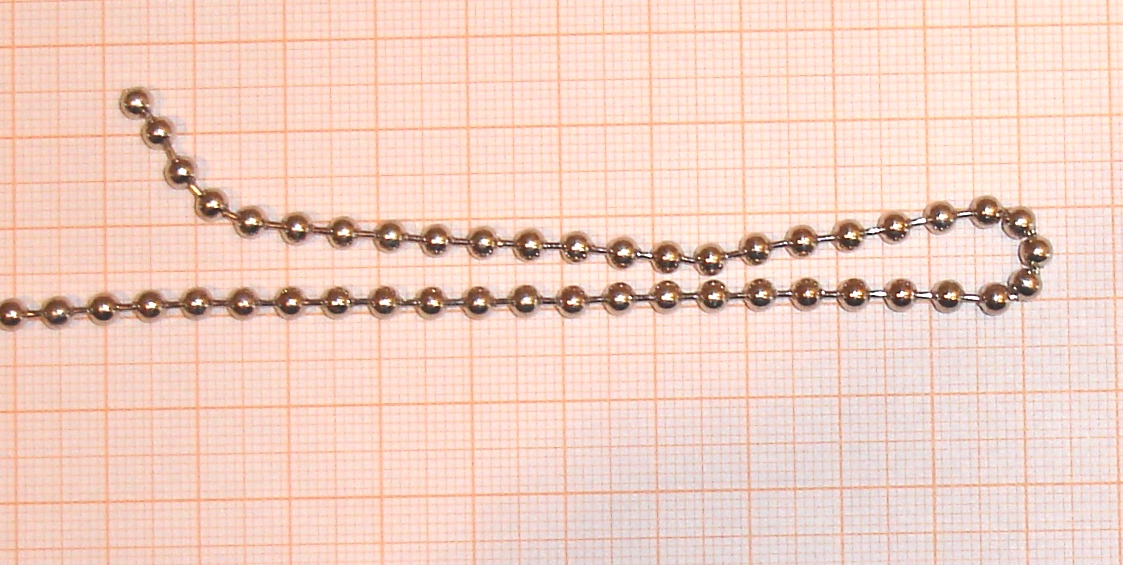
Kugelkette auf Millimeterpapier. Im geraden Teil gestreckt, in der Biegung engster möglicher Bogen.

Eine Kettenfontäne entsteht als Folge des Mould-Effekts, wenn eine geeignete Kette oder ein Seil aus einem Gefäß über den Rand nach unten gleitet. Das fallende Kettenende zieht dabei die im Gefäß liegenden Kettenglieder immer schneller nach. Der scharfe Knick, mit dem die Kette zunächst über den Rand des Gefäßes läuft, weitet sich zu einem Bogen, der den Rand nicht mehr berührt und umso höher wird, je schneller sich die Kette bewegt. Die Kette steigt zitternd und mäandrierend von dort in die Höhe, wo sie sich aus dem Knäuel löst. Sobald das fallende Ende den Boden erreicht, nehmen die Geschwindigkeit der Kette und die Höhe der Fontäne nicht weiter zu, ein stationärer Zustand ist erreicht. Die Weite des Bogens lässt sich durch Neigen des Gefäßes erhöhen. 
Veröffentlichte Video-Demonstrationen des Phänomens gibt es mit Kugelketten, mit einer Kette aus aufgefädelten Makkaroni (Nudeln von wenigen cm Länge) und mit einem Seil. Einer breiten Öffentlichkeit wurde das Phänomen erstmals im Jahr 2013 bekannt durch ein YouTube-Video von Steve Mould, nach dem der Effekt daraufhin benannt wurde. 1:01 Es handelt sich um eine Entdeckung, wie sie in der Mechanik selten geworden ist.

## Physikalische Erklärung
Mould deutete eine intuitive Erklärung über eine Impulsbilanz für die gerade in der Luft befindlichen Kettenglieder an. Biggins und Warner zeigten allerdings bald, dass so keine von null verschiedene Höhe der Fontäne entstehen kann, sondern dass dafür zusätzlich zur Zugkraft der Kette eine das startende Kettenstück schiebende Kraft nötig ist. Diese Kraft muss aus der Energie stammen, die die Zugkraft der fallenden Kette in das Gefäß einbringt; die Entstehung der Kraft im Detail kann in komplizierter Weise von der Art der Kette/des Seils und von ihrer Anordnung im Gefäß abhängen.
Einfacher ist die Form des Bogens vom Gefäß bis zum Boden zu beschreiben. Es ist im zeitlichen Mittel eine umgekehrte Kettenlinie. Entlang dieser Kurve ändert der Impuls kontinuierlich seine Richtung, während der Betrag (mit der Längsgeschwindigkeit) konstant bleibt. Die vektorielle Impulsänderung wird gemeinsam bewirkt durch die Fallbeschleunigung einerseits und die Zugspannung in Kombination mit der Krümmung andererseits.
Die sich im oberen Bereich des Bogens ergebende Zugspannung ist ungefähr so groß, dass die Ausbreitungsgeschwindigkeit von Wellen in der Kette gleich der Längsgeschwindigkeit der Kette selbst ist. ab 2:23 Das erklärt die Mäander und das Zittern. Es handelt sich um Wellen, die gegen bzw. mit dem Medium laufen, was in der Summe eine sehr kleine bzw. die doppelte Geschwindigkeit ergibt.

## Berechnung der Fontänenhöhe im stationären Zustand

### Vereinfachungen
- Die Schwankungen werden nicht gemittelt, sondern ignoriert. Im Mittel wäre durch die Mäander der in der Luft befindliche Abschnitt der Kette länger und schwerer.[4] ab 1:02
- Die Kettenlinie ist so steil, dass die ganze Richtungsänderung in einem engen Scheitelbereich passiert, dessen Eigengewicht vernachlässigt wird.
- Beim Auftreffen auf den Boden wird die kinetische Energie der Kette rückwirkungsfrei dissipiert. Falls nicht,[5] wird das Bodenniveau definiert über die Extrapolation der Zugspannung auf den Wert null.

### Zugspannung
Unverbunden im freien Fall auf einer Wurfparabel wären die Kettenglieder schwerelos. Ihre Verkettung verhindert aber, dass sie der Fallbeschleunigung {\displaystyle g} folgen. Ausgehend vom Wert null am Boden nimmt die Zugspannung linear mit der Höhe {\displaystyle h} zu:
{\displaystyle F_{\parallel }(h)=\mu gh},
wobei {\displaystyle \mu } der Massebelag der Kette ist (Masse pro Längeneinheit). Der Bogen befinde sich in der noch unbekannten Höhe {\displaystyle L} über dem Knäuel und {\displaystyle H+L} über dem Boden. Im Bogen beträgt die Zugspannung folglich {\displaystyle F_{\parallel }(H+L)}, unmittelbar über dem Knäuel hat sie wieder auf {\displaystyle F_{\parallel }(H)} abgenommen.

### Geschwindigkeit
Die Geschwindigkeit ergibt sich aus der Betrachtung der radialen Kraft im Bereich des Bogens. Die Krümmung kann ungleichmäßig sein, sogar dreidimensional, ab 1:13 aber stets ist die Krümmung sowohl Ursache als auch Folge der Querkraft und fällt damit heraus: An einem kurzen Bogenstück der Länge {\displaystyle d} mit dem Krümmungsradius {\displaystyle r}, {\displaystyle d\ll r}, greift die Zugspannung {\displaystyle F_{\parallel }} aus nicht genau gegensätzlichen Richtungen an; die Winkelabweichung ist {\displaystyle {\frac {d}{r}}}. Daraus resultiert eine Kraft in Richtung des (lokalen) Krümmungsmittelpunktes mit dem Betrag
{\displaystyle F_{\perp }(r)={\frac {d}{r}}F_{\parallel }}
Diese Kraft wirkt als Zentripetalkraft {\displaystyle F_{Z}} auf die Masse {\displaystyle m=\mu d} und verursacht damit die Krümmung der Bahn:
{\displaystyle F_{\perp }(r)=F_{Z}=\mu d{\frac {v^{2}}{r}}}
worin {\displaystyle v} die Längsgeschwindigkeit der Kette ist. Beim Auflösen nach der Zugspannung fällt {\displaystyle {\frac {d}{r}}} heraus:
{\displaystyle F_{\parallel }=\mu v^{2}}
Dieses lange bekannte Ergebnis besagt, dass eine Kette mit gleichmäßigem Massebelag, auf die keine anderen Kräfte außer einer bestimmten Zugspannung wirken, sich entlang einer beliebigen (glatten) festen Raumkurve bewegen kann. Dazu müssen die Geschwindigkeit und die Anfangsbedingungen stimmen.
Mit der im vorangehenden Kapitel aus dem statischen Gewicht bestimmten Zugspannung ergibt sich
{\displaystyle \mu g\ (H+L)=\mu v^{2}}
Dies ist pro Längeneinheit die potentielle Energie der Kette über die Fallhöhe {\displaystyle H+L} und gleichzeitig die mechanische Arbeit, die das lange Ende am kurzen Ende verrichtet. Die Hälfte dieser Arbeit kommt in Form von kinetischer Energie ({\displaystyle {\frac {\mu }{2}}v^{2}}) zurück, fließt in Richtung Boden und geht dort verloren. Die andere Hälfte wird im Gefäß umgesetzt und bewirkt dabei den Mould-Effekt.

### Impuls, abstoßende Kraft und Höhe der Fontäne
Der Impuls pro Längeneinheit beträgt {\displaystyle \mu v}. Mit {\displaystyle v} multipliziert ergibt sich der Impuls pro Zeiteinheit, also die nötige Kraft, um die Kette in Bewegung zu setzen:
{\displaystyle F_{\text{Start}}=\mu v^{2}}
Das ist aber gerade die Zugspannung {\displaystyle F_{\parallel }} oben im Bogen. Unmittelbar über dem Knäuel ist die Zugspannung geringer um den Faktor {\displaystyle {\frac {H}{H+L}}} und damit unzureichend. Die fehlende Kraft ist offenbar eine stoßende und wird als Bruchteil {\displaystyle \alpha } der Zugspannung angesetzt:
{\displaystyle {\frac {L}{H+L}}\ \mu v^{2}=\alpha \mu v^{2}.}
Biggins und Warner haben bei Experimenten mit einer Kugelkette {\displaystyle L(H)} gemessen. Es ergab sich der lineare Zusammenhang {\displaystyle L\approx H/6}, was {\displaystyle \alpha \approx 1/7} bedeutet. Sie zeigten auch, dass {\displaystyle \alpha } auf 0,5 begrenzt ist: Dazu müsste die zur Verfügung stehende (Zug-)Arbeit (siehe vorangehendes Kapitel) verlustlos in kinetische Energie umgesetzt werden. Mit diesem theoretischen Limit verglichen beträgt der Wirkungsgrad {\displaystyle \alpha /0{,}5=0{,}28}.
Die Autoren geben auch ein einfaches mechanisches Modell für die abstoßende Wechselwirkung an, das mit Parameterwerten, die für die verwendete Kette passen, {\displaystyle \alpha =1/6} ergibt.